# Álvaro Laborinho Lúcio
Álvaro José Brilhante Laborinho Lúcio GCC (Nazaré, Nazaré, 1 de dezembro de 1941) é um jurista, professor universitário, ex-ministro da Justiça e escritor português.

## Família
Filho único de José Lúcio Codinha (Nazaré, Nazaré, 14 de Março de 1905 - Nazaré, Nazaré, 1 de Janeiro de 1999) e de sua mulher Libânia Brilhante Laborinho (Nazaré, Nazaré, 9 de Agosto de 1905 - Nazaré, Nazaré, 17 de Março de 1971), sobrinha oitava neta de Jerónimo de Azevedo e de Inácio de Azevedo.

## Biografia
Na juventude, Laborinho Lúcio foi ator amador, tendo participado na criação do Grupo de Teatro da Nazaré.
Posteriormente ingressou na Faculdade de Direito da Universidade de Coimbra, onde se licenciou em Direito e obteve o Curso Complementar de Ciências Jurídicas.
Iniciou a sua carreira como delegado do Procurador Geral da República, função que exerceu nas comarcas de Seia, Fundão e Santarém. A seguir concorreu para juiz e foi colocado, sucessivamente, em Oliveira do Hospital e em Tábua. Subsequentemente, foi Procurador da República junto do Tribunal da Relação de Coimbra, inspetor do Ministério Público, Procurador-Geral-Adjunto da República, diretor da Escola da Polícia Judiciária e do Centro de Estudos Judiciários.
Atualmente é Juiz Conselheiro Jubilado do Supremo Tribunal de Justiça e Vogal do Conselho Superior da Magistratura.
Foi nomeado para funções governativas, como Secretário de Estado da Administração Judiciária e Ministro da Justiça, em 1990, durante o governo de Cavaco Silva, e Ministro da República para os Açores, em 2003, durante a Presidência de Jorge Sampaio. Foi eleito Deputado à Assembleia da República, em 1995, e presidiu à Assembleia Municipal da Nazaré, eleito como independente pelo Partido Social Democrata. Foi ainda, até fevereiro de 2012, vogal do Conselho Diretivo da Fundação Centro Cultural de Belém, sendo presidente António Mega Ferreira.
Foi professor convidado de Direito Penal na Universidade Autónoma de Lisboa e membro do Conselho Geral da Universidade do Minho.
Pertence a várias associações, entre outras, ligadas às crianças e aos Direitos da Criança e anteriormente presidiu à Assembleia-Geral da Associação Portuguesa para o Direito dos Menores e da Família e à Mesa do Congresso da Associação dos Juristas de Língua Portuguesa, bem como Membro do Conselho Geral da Fundação do Gil. Concebeu e coordenou o Congresso da Cidadania, realizado nos Açores.
É autor dos livros A Justiça e os Justos, Palácio da Justiça e Educação, Arte e Cidadania e dos romances O Chamador (2014) e O Homem que Escrevia Azulejos (2016).

### Condecorações[2][3]
- Excelentíssino Senhor Grã-Cruz da Cruz da Ordem de San Raimundo de Peñafort de Espanha (? de ? de 19??), do Rei de Espanha D. Juan Carlos I
- Grã-Cruz da Ordem Militar de Nosso Senhor Jesus Cristo de Portugal (8 de Junho de 2005), do Presidente da República Portuguesa Jorge Sampaio

## Casamentos e descendência
Casou, pela primeira vez, na Batalha, Batalha, no Mosteiro da Batalha, a 7 de Abril de 1968, com Maria Isabel do Carmo Godinho Gil (Guarda, Vela, 28 de Janeiro de 1942), filha de Joaquim Gil Martinho e de sua mulher Maria do Carmo Rocha Gil, ambos da Guarda, onde casaram, e têm dois filhos: João Miguel Godinho Gil Laborinho Lúcio (Lisboa, 27 de Dezembro de 1971), casado na Nazaré, Nazaré, a 30 de Agosto de 1997, com Sofia Vasconcelos Carreiro, de Lisboa, e Bernardo Godinho Gil Laborinho Lúcio (Lisboa, 27 de Fevereiro de 1977). Casou segunda vez.

## Obras
- Sobre a aplicação do direito (1985);
- O sistema judiciário em Portugal: uma perspectiva da mudança (1986);
- A justiça e os justos: conversas com Maria José Braga (1999);
- Do fundamento e da dispensa da colação (1999);
- O mar da Nazaré: álbum fotográfico (2002) com Ana David e António Nabais;
- Direitos humanos e cidadania (2002);
- Palácio da Justiça (2007);
- Educação arte e cidadania (2008);
- Levante-se o véu! (2011) com José António Barreiros e José Braz;
- O julgamento: uma narrativa crítica da justiça (2012);
- O chamador (2014);
- O homem que escrevia azulejos: romance (2016);
- Portugal e as suas gentes: crise e futuro (2017).